# Михайло Бєля
Миха́йло Бє́ля (англ. Mykhailo Bielia; 1877, за іншими даними 1878 — 21 квітня 1943) — український культурний діяч, письменник. Один з українських емігрантів-піонерів у США.

## Біографія
Народився 1877 року (за іншими даними — 1878 року) в селі Дубні Ланцутського повіту (Галичина). У рідному селі закінчив народну школу. Відтак перейшов до вищої школи до Ярослава.
1897 року (за даними «Енциклопедії українознавства» — 1902 року) прибув до США, працював на шахтах і фабриках. Брав активну участь у житті емігрантів. 1900 року одружився. З дружиною Катериною мав двох синів.
Брав участь у діяльності Українського Робітничого Союзу у США, секретар УРС.
У 1906—1910 роках був головним радним Українського Народного Союзу, друкував оповідання і статті у газеті «Свобода».
17 квітня 1943 року, коли Михайло Бєля повертався з братського мітингу, його вдарив автомобіль, що спричинило смерть через чотири дні — 21 квітня. Похорон відбувся 24 квітня в Асторії (округ Квінз штату Нью-Йорк) .

## Творчість
Оповідання Михайла Бєлі на теми життя емігрантів-українців в Америці (друкувалися у газеті «Свобода» з 1905 р.):
- «Зелений»,
- «Патріот»,
- «Робітниче свято»,
- «Русин поганин»,
- «Свобідний»,
- «Перед Конвенцією»,
- «Ще раз…»,
- «Для кусника хліба»,
- «Дещо про життя» та інші.

Як зазначив Юліан Бачинський в праці «Українська імміграція в З'єднаних Державах Америки», оповідання Бєлі «визначаються умілим підхопленням деяких характеристичних черт духового життя українських іммігрантів, головно — тупої упертости в задержуванню старо-краєвих навичок і світогляду, ніяк не відповідних до нових, американських обставин життя». Бєля також публікував у «Свободі» листи-дописи з подорожі по українських колоніях, які відбував як організатор братств Руського народного союзу. Ці листи, за характеристикою Юліана Бачинського, «повні дотепу і саркастичних помічень про життя і поведінку іммігрантів».

## Окремі публікації
- З сучасної сальонової політики // Свобода. — 1904. — Число 51. — 22 грудня. — С. 2.
- Зелений // Свобода. — 1905. — Число 30. — 27 липня. — С. 2, 3.
- Страйколом // Свобода. — 1905. — Число 32. — 10 серпня. — С. 2.
- Русин поганин // Свобода. — 1906. — Числа 1, 3 і 4. — 4, 18 і 25 січня. — С. 2.
- Для кусника хліба // Свобода. — 1906. — Число 24. — 14 червня. — С. 2.
- Патріот // Свобода. — 1906. — Число 27. — 5 липня. — С. 2.
- Перед конференцією // Свобода. — 1910. — Число 21.
- Як колєктував я гроші на дім читальні «Просвіти» у Дубні // Свобода. — 1927. — Числа 244 і 245. — 20 і 21 жовтня. — С. 2.
- Авраменко й тут роджена українська молодь // Свобода. — 1929. — Число 122. — 25 травня. — С. 3.
- Як ми помагаємо рідному краєви // Свобода. — 1930. — Число 165. — 18 липня. — С. 3.
- В справі допомоги членам У. Н. Союза // Свобода. — 1931. — Число 249. — 26 жовтня. — С. 3.